# Fidel V. Ramos
Fidel Ramos y Valdez (Lingayén, 18 de marzo de 1928-Macati, 31 de julio de 2022) fue un militar y político filipino, presidente de las Filipinas entre 1992 y 1998, además de haber ejercido como ministro de Defensa, jefe del Estado Mayor de las Fuerzas Armadas de Filipinas y director de la Policía Nacional Filipina.
Fue aliado notorio de la sucesora de Ferdinand Marcos en la presidencia, Corazón Aquino, sirviendo como jefe del Estado Mayor de las Fuerzas Armadas de Filipinas y ministro de Defensa, siendo electo como su sucesor en 1992, para convertirse en presidente de Filipinas.
Su gobierno se caracterizó por un notorio crecimiento económico y tecnológico, así como un progresivo proceso de reorganización política, legal, institucional en Filipinas, acompañado de varios proyectos y programas en los ámbitos de construcción, educativos y sociales. Sin embargo no estuvo exento de polémica, con decisiones como su apoyo a la pena de muerte o su tentativa de negociar con la guerrilla comunista del Nuevo Ejército del Pueblo. Igualmente notorios fueron el Escándalo de la Expo Clark Centennial y el Escándalo de PEA-Amari. Por otro lado, la reforma agraria, así como muchas tentativas de incentivo económico sirvieron para acrecentar la posición económica filipina.

## Carrera

### Militar
Oficial de carrera del ejército filipino, luchó como segundo teniente en la guerra de Corea en 1952 y fue jefe del Estado Mayor filipino en Vietnam (1966-1968).
Fue parte del gobierno de Ferdinand Marcos entre 1980 a 1986, siendo nombrado en 1981 jefe de Estado Mayor adjunto de las Fuerzas Armadas y más tarde jefe de Estado Mayor en 1986.
Tras las elecciones de 1986, en las que el dictador filipino trató de imponerse mediante un «fraude electoral», Ramos renunció con Juan Ponce Enrile y se volvió partícipe del golpe de Estado que lideró la «Revolución de EDSA», deponiendo así al régimen de los Marcos.

### Gobierno de Aquino
Durante la administración de Corazón Aquino (1988-1992), sucesora de Marcos, ejerció como ministro de Defensa, apoyándola sucesivamente ante varias tentativas del golpe de Estado.
Fundó el Partido del Poder del Pueblo y formó la coalición ganadora de las elecciones Unión Nacional Cristiano Demócrata.

### Presidencia

Ramos (derecha) durante una visita a Estados Unidos, junto al presidente de ese país Bill Clinton y a la entonces senadora filipina Gloria Macapagal-Arroyo.

En 1992 obtuvo la presidencia de las Filipinas, sucediendo a Corazón Aquino y convirtiéndose en el duodécimo presidente de su país.
Durante su presidencia, el país experimentó un gran desarrollo económico.[cita requerida] Ramos intentó cortar y reestructurar la exagerada burocracia del país y procesó a los grandes evasores de impuesto. Se dice de él que supo mantener la estabilidad del país a pesar de enfrentarse a la insurgencia comunista,[cita requerida] al movimiento islámico separatista en Mindanao y a la crisis financiera asiática de 1997, así como llevar a cabo la Celebración por el Centenario de la Independencia de Filipinas.
Durante 1996 cerca de 5000 miembros del FMLN fueron integrados en las Fuerzas Armadas filipinas.
En 1998 le sucedió Joseph Estrada y tras su sucesión pasó a ser Miembro del Club de Madrid.

## Fallecimiento
Ramos murió el 31 de julio de 2022 en el Centro Médico de Macati. Según reportes de prensa, el deceso se debió a la enfermedad de COVID-19. Tenía 94 años.